# Rudolf Weigl
Rudolf Stefan Jan Weigl (Přerov, 2 de setembro de 1883 — Zakopane, 11 de agosto de 1957) foi um biólogo e inventor polonês.
Weigl trabalhou durante o Holocausto para salvar a vida de muitos homens e mulheres judeus. Ele desempenhou um papel ativo durante o tempo em que desenvolveu uma vacina contra o tifo, bem como forneceu abrigo para judeus, a fim de protegê-los da execução pelos nazistas.

## Desenvolvimento de vacinas
Em 1930, após a descoberta de Charles Nicolle em 1909 de que os piolhos eram o vetor do tifo epidêmico e após o trabalho feito em uma vacina contra a febre maculosa das Montanhas Rochosas, Weigl deu o próximo passo e desenvolveu uma técnica para produzir uma vacina contra o tifo cultivando piolhos infectados e esmagando-os em uma pasta de vacina. Ele descobriu que uma vacina poderia ser desenvolvida a partir de estômagos de piolhos infectados com Rickettsia prowazeki, uma bactéria nociva especialmente para os humanos. Ele desenvolveu esta primeira versão da vacina em 1918 e começou a fazer experimentos em cobaias e até mesmo em voluntários humanos. Ele refinou essa técnica ao longo dos anos até 1933, quando realizou testes em grande escala para cultivar bactérias e fazer experiências com os piolhos usando uma estratégia de microinfecção. O método consistia em quatro etapas principais:
- Cultivar piolhos saudáveis, por cerca de 12 dias;
- Injetando-os com tifo;
- Crescendo mais, por 5 dias adicionais;
- Extrair as entranhas dos piolhos e triturá-los até formar uma pasta (que era a vacina).

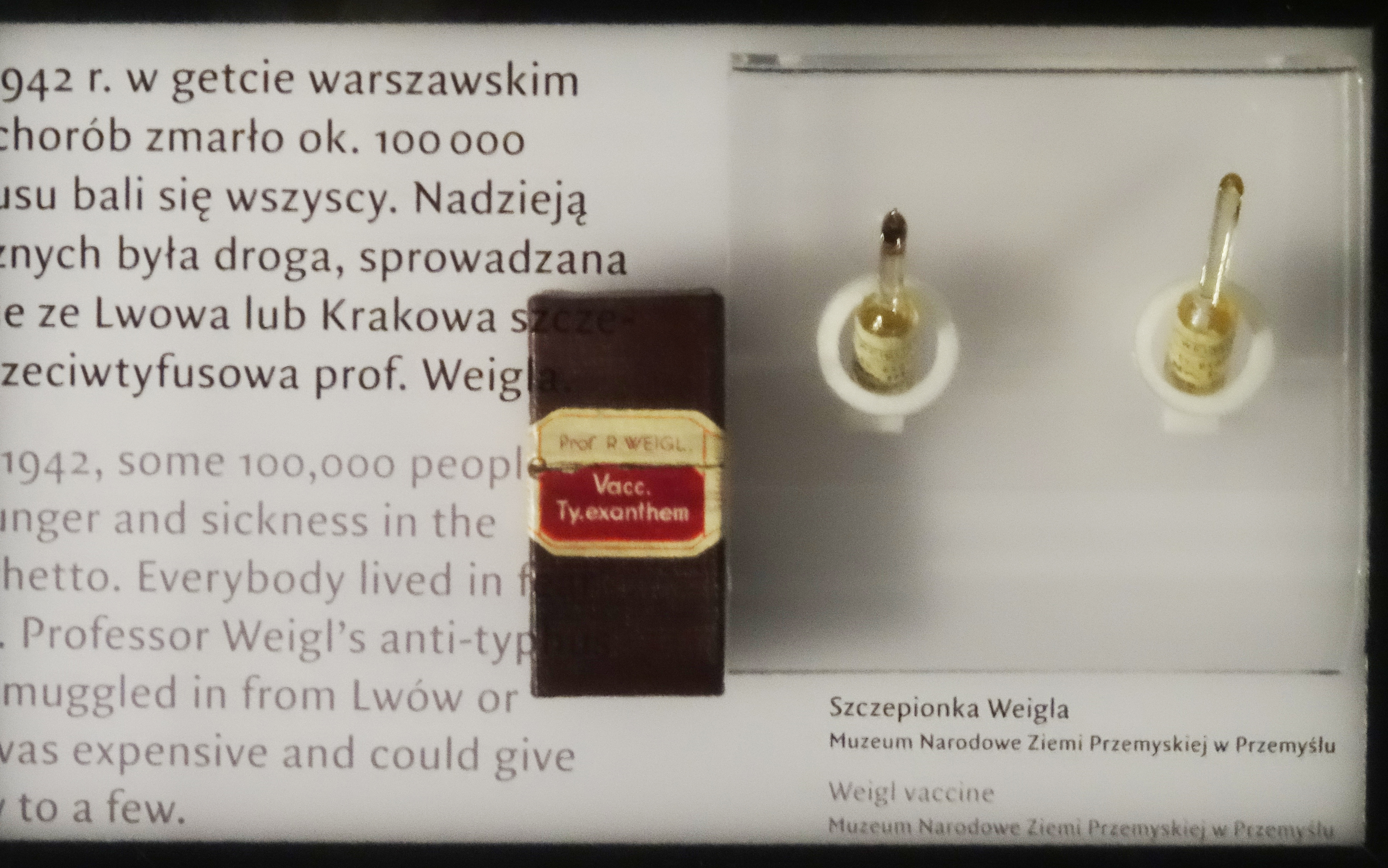
Vacina anti-tifo do Prof. Rudolf Weigl no Museu de História dos Judeus Poloneses POLIN em Varsóvia

O cultivo de piolhos significava alimentá-los com sangue, quanto mais humanos, melhor. No início, ele testou seu método em cobaias, mas por volta de 1933 ele começou a fazer testes em grande escala em humanos, alimentando os piolhos com sangue humano, permitindo que eles sugassem as pernas humanas através de uma tela. Isso pode causar tifo durante a última fase, quando os piolhos foram infectados. Ele aliviou esse problema vacinando os "injetados" humanos, que os protegeu da morte com sucesso (embora alguns tenham desenvolvido a doença). O próprio Weigl desenvolveu a doença, mas se recuperou.

A primeira aplicação importante de sua vacina foi realizada entre 1936 e 1943 por missionários belgas na China. Logo, as vacinas também foram administradas na África. A vacina era perigosa de produzir e difícil de fazer em grande escala. Com o tempo, outras vacinas foram desenvolvidas que eram menos perigosas e mais econômicas de produzir, incluindo a vacina Cox desenvolvida com gema de ovo.

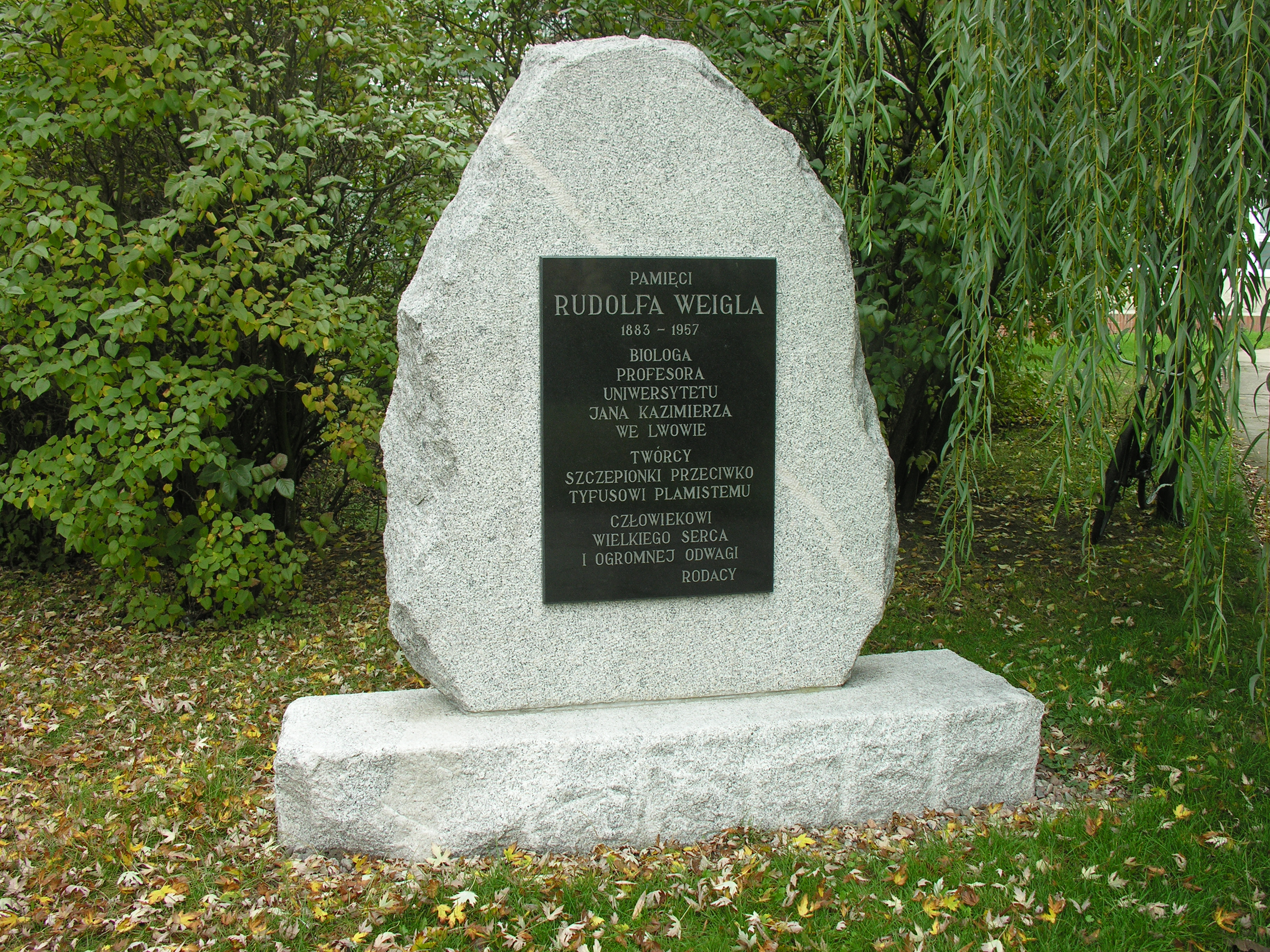
Monumento em Breslau